# 태풍 쁘라삐룬 (2006년)
태풍 쁘라삐룬(태풍 번호: 0606, JTWC 지정 번호: 07W, 국제명:PRAPIROON, 필리핀 기상청(PAGASA) 지정 이름: Henry)는 2006년에 북서태평양에서 발생한 6번째 태풍으로 중국에 많은 피해를 입힌 태풍이다.

## 태풍의 진행
2006년 7월 25일에 야프섬 서남서쪽 약 120 km (75 mi) 부근 해상에서 상승기류가 발달해 위성사진으로 촬영한 결과 초기의 열대저기압으로 발달했다고 나타났다. 이 저기압은 북서쪽으로 이동하다가 7월 27일에 저기압 지대가 흩어지면서 상승기류가 흐트러졌다. 하지만 이후 저기압 지대 가운데에 비와 뇌우 활동이 일어나면서 일본 기상청(JMA)에서는 열대 저기압이 되었다고 발표했다. 곧이어 필리핀 기상청(PAGASA)에서 이 열대저기압에 '헨리(Henry)'라는 이름을 부여하고 주시하기 시작했다. 7월 30일에 미국 합동태풍경보센터(JTWC)에서 열대 저기압 발달 경고령을 내렸고 다음날 아침, JTWC가 '열대저기압 07W'로 명명했다.
열대저기압은 북쪽에 위치한 아열대성 고기압대를 따라 서북서쪽으로 이동했다. 몇 시간 뒤에 루손섬 동부 아우로라주에 풍속 55 km/h (35 mph)의 세력으로 상륙했다. 7월 31일 대부분의 시간을 필리핀 내륙에서 보낸 후, 저기압은 남중국해로 빠져나왔고 JTWC는 열대 폭풍으로 승격시켰다. 또 JMA도 팡가시난주 다구판 북서쪽 약 300 km (185 mi) 부근에 위치해있을 때 열대폭풍으로 승격시켰고 '쁘라삐룬(PRAPIROON)'으로 명명했다. 몇 시간 뒤, 열대 폭풍이 PAGASA 관할 구역을 빠져나갈 때 PAGASA는 마지막 경고령을 내렸다. 쁘라삐룬은 서북서쪽으로 약 24 km/h (15 mph)의 속력으로 서북서쪽으로 이동했고 이날 오후에 남중국해로 완전히 빠져나왔고 밤에 JMA는 강한 열대폭풍으로 한단계 올린다음, 10분최대풍속이 95 km/h (60 mph)에 도달했다고 발표했다. 8월 2일에 JTWC는 태풍으로 승격시킨 후 몇 시간 뒤에 JMA도 똑같은 행동을 취했다.
북서쪽으로 이동하면서 쁘라삐룬은 8월 3일에 최성기를 맞이하였다. JMA는 쁘라삐룬이 10분최대풍속 120 km/h (75 mph)과 중심기압 970 hPa에 도달했다고 예상했으나 JTWC는 1분최대풍속이 130 km/h (80 mph)에 도달했다고 발표했다. 쁘라삐룬은 약 12시간동안 최성기를 유지했으나 정오에 중국에 상륙하면서 급격하게 약해지기 시작했다. 상륙 직후 JMA는 쁘라삐룬을 강한 열대폭풍의 단계로 낮추었다. 육지와의 접축 후에 쁘라삐룬은 빠르게 약화되어 8월 5일, 두 기관 모두 쁘라삐룬이 광시 좡족 자치구에 위치해있을 때 마지막 경고령을 내리면서 쁘라삐룬은 소멸되었다.
태풍 쁘라삐룬(PRAPIROON)은 태국에서 제출하였으며 비의 신을 의미한다.

## 태풍의 시간별 정보
아래 표는 대한민국 기상청(KMA)의 자료에 의한 것임.
| 형태          | 날짜 및 시간 (UTC) | 위도 (°N) | 경도 (°E) | 이동속도 (km/h) | 기압 (hPa) | 최대풍속 (m/s) |
| ------------- | ------------------ | --------- | --------- | --------------- | ---------- | -------------- |
| 열대폭풍      | 8월 1일 6시        | 17.0      | 117.7     | 13              | 998        | 18.0           |
| 강한 열대폭풍 | 8월 1일 18시       | 17.5      | 116.1     | 11              | 985        | 26.0           |
| 강한 열대폭풍 | 8월 2일 6시        | 18.9      | 114.8     | 13              | 975        | 30.0           |
| 태풍          | 8월 2일 18시       | 19.3      | 113.2     | 9               | 965        | 35.0           |
| 태풍          | 8월 3일 6시        | 20.9      | 112.1     | 15              | 965        | 35.0           |
| 강한 열대폭풍 | 8월 3일 18시       | 22.0      | 110.4     | 19              | 975        | 31.0           |
| 열대폭풍      | 8월 4일 6시        | 22.9      | 109.0     | 15              | 990        | 23.0           |
| 열대폭풍      | 8월 4일 18시       | 23.9      | 107.7     | 15              | 996        | 21.0           |
| 열대저압부    | 8월 5일 0시        | 24.0      | 107.0     | 19              | 998        |                |

## 대비

### 필리핀
열대저기압 07W로, PAGASA에 의해 헨리(Henry)로 알려진 쁘라삐룬은 필리핀 북부에 상륙해 총 17개 주에서 폭풍경보령이 내려졌다. 필리핀 북부 거주자들은 저지대에서 대피하고 홍수에 충분히 대비하라고 경고를 받았고 1만5천명이 폭우를 피해 대피했다.

### 중국
홍콩 기상청과 마카오 기상청은 쁘라삐룬이 기상청 관할범위 800 km (497 mi) 안에 진입해 각자 지역에 영향을 줄 것으로 예측해 8월 1일에 강풍주의보 1단계를 내렸다. 쁘라삐룬이 중국 남부 해안가에 다다랐을 때 강풍경보 3단계를 발효하면서 8월 3일에는 8단계까지 발령했다. 하지만 다음 날 8월 4일 오후에 쁘라삐룬이 내륙으로 침투함에 따라 모든 주의보와 경보를 해제했다.
쁘라삐룬이 내습하기 전에 광둥성 관계자들은 주민들에게 1,100만개의 문자메시지를 발송해 태풍이 오고있음을 알렸다. 총 84만3천명이 대피했고 이 중 33만5천명은 광둥 성에서, 38만2천명은 광시 좡족 자치구에서, 그리고 12만6천명은 하이난성에서 거주하던 사람들이었다. 정부는 또 바다에 나가있는 62,023척의 배들을 속히 항구로 돌아오라고 명령했다. 홍콩의 유치원과 특수학교들은 쁘라삐룬이 상륙하기 전후로 해 적어도 2일동안 휴교처분을 내려졌다.

## 피해

### 필리핀
열대 저기압으로 쁘라삐룬은 필리핀 북부에 폭우가 내리게 했고 이로 인해 6명이 숨졌다. 팜팡가주 북서부에 위치한 칸다바에서는 2살배기 아기가 집 밖에서 불어난 물에 의해 떠내려가 익사하였다. 또한 나머지 사망자 5명도 홍수로 인해 숨진 것으로 파악되었다. 2명이 실종상태로 놓여있고 농업분야의 피해액은 64만달러(2006년 기준)로 집계되었다.

### 중국

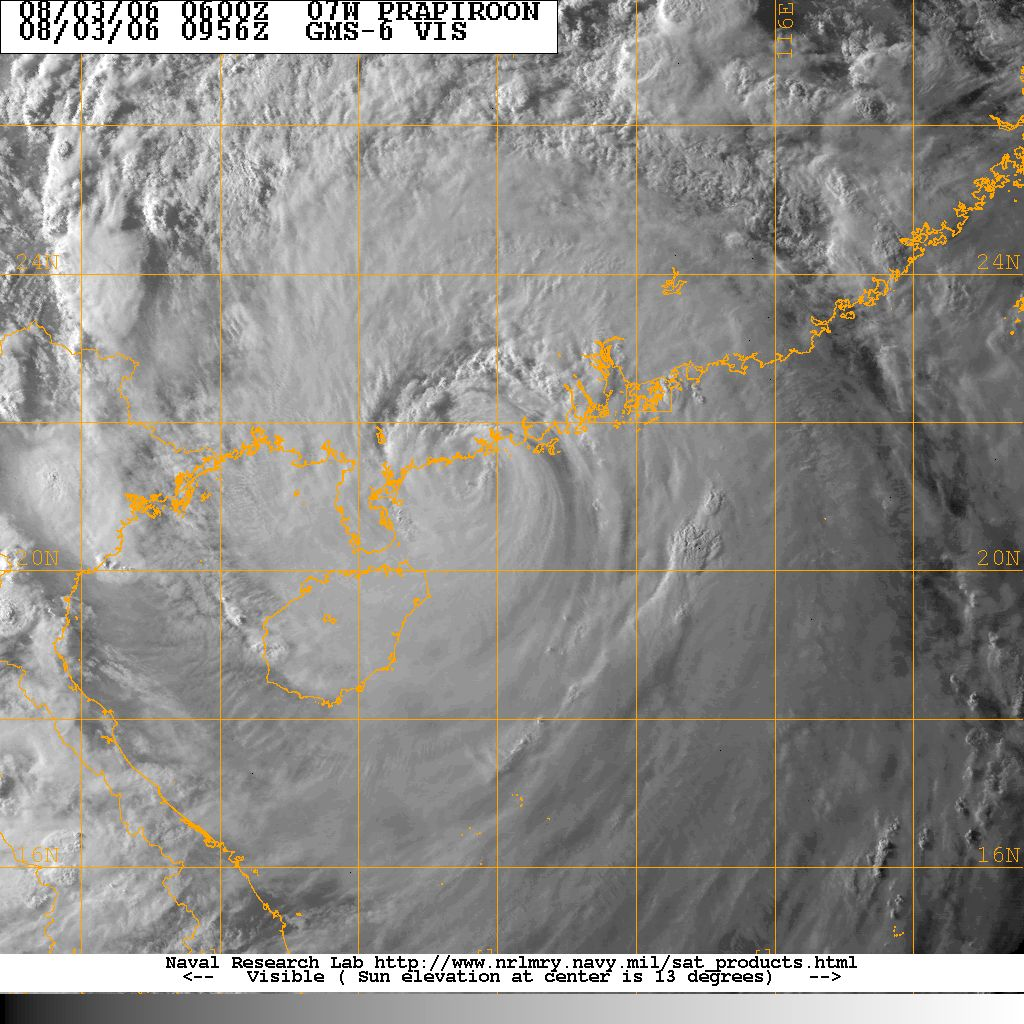
태풍 쁘라삐룬 (8월 3일)

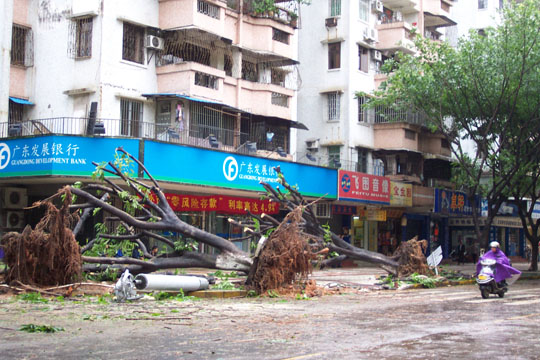
중산 시의 강풍 피해

상륙하기 전에 강한 열대폭풍의 세력으로 약해져있었지만 태풍 쁘라삐룬은 해안가에 강풍과 폭우가 내리게 해 88명이 사망했고 8명이 실종되었다. 약 1천만명이 태풍에 의해 영향을 받았고 3만채가 넘는 집이 붕괴되었고 14만채가 손상되었다. 쁘라삐룬으로 인한 피해는 약 9억8400만달러(2006년 기준)로 추산되었다. 광둥성은 가장 큰 피해지역이었는데 이 곳에서만 약 372만명이 영향을 받았고 7천채의 집이 파괴되었다. 한 경찰관도 자오칭 시의 현급시인 쓰후이 시에서 산사태에 의해 숨졌다. 또 다른 피해지역인 광시 좡족 자치구에서는 약 510만명이 영향을 받았고 10명이 홍수와 산사태로 인해 숨졌다. 또한 급작스럽게 불어난 물에 의해 이주민 13명의 작업자들이 있던 대피소가 휩쓸려가 13명이 모두 숨진 것으로 확인되었다. 약 9,300채와 195,900헥타르의 농경지도 파괴되었다.

### 홍콩
태풍 쁘라삐룬이 홍콩에 가까워지자 수많은 사람들이 공항에서 고립되었다. 항구에 있던 20개의 컨테이너가 전복되었고 1명이 떨어지는 컨테이너에 맞아 부상당했다. 총 381편의 비행편이 취소되었고 725편이 지연되었고 이로 인해 약 1천만명에게 영향을 주었다. 비행사가 승객들에게 지급해야 할 보상비는 190만달러가 넘었다. 항공사 관계자들에 의하면 쁘라삐룬으로 인한 피해액은 20년 만에 최고였다고 전해졌다. 항구에서는 바람이 103 km/h (63 mph)까지 치솟았고 가장 심했던 최대풍속은 193 km/h (119 mph)로 관측되었다. 바람에 의해 날라다니던 물건과 파편에 의해 맞아 7명이 부상당했고 승무원 23명이 타고있던 화물선이 항구에서 좌초되었다. 약 700그루에 달하는 나무가 뿌리뽑혔고 나머지 1,600그루는 심한 손상을 받았다. 쁘라삐룬으로 인한 최대강수량은 207.5 mm였다. 2번의 산사태도 보고되었고 약 200 헥타르에 달하는 농지가 피해를 입었다. 파도도 2.71 m (8.89 ft)에 달해 기록을 세우기도 하였다.

## 태풍의 소멸 후
태풍 쁘라삐룬이 소멸한 후 한 기관이 8개의 팀을 꾸려 광시 좡족 자치구에 퍼지고 있던 전염병을 막기 위해 나섰다. 쁘라삐룬으로 인한 피해가 심한데도 불구하고 중국의 정부에서는 아무 비상 대책계획조차 수립하지 않았다. 국제 적십자·적신월 운동에서는 4,825,791달러로 피해자 24만명에게 지원했고 쁘라삐룬으로 인한 피해지역에서는 도시재건이 시작되었다.

## 이름
쁘라삐룬(PRAPIROON)은 태국에서 제출했으며 비를 관장하는 신을 의미한다. 또한 전에 2000년에 한 번 사용했으나 당시는 '프라피룬'으로 사용되어 대한민국과 조선민주주의인민공화국에 내습해 큰 피해를 입혔다. (태풍 프라피룬 참조) 하지만 2006년에 이름이 조정되어 사용된 태풍 쁘라삐룬은 중국에 남긴 심각한 피해에도 불구하고 제명되지 않았고 2012년년과 2018년에 다시 사용되었다.
필리핀 기상청(PAGASA)에서는 '헨리(Henry)'로 명명했고 이름인 헨리는 최초로 사용되었다. 헨리는 2002년에 태풍 나크리(필리핀 기상청 지정:함발로스(Hambalos))가 필리핀에 남긴 피해로 인해 제명되고 이를 대체한 이름이었다. 헨리는 2010년의 태풍 말로와 동시에 다시 쓰였다.

## 같이 보기
- 2006년 태풍
- 태풍 프라피룬